# 松倉重政
松倉重政（日语：／ Matsukura Shigemasa，？年—1630年）是日本江戶時代初期的大名、大和五条藩主、肥前國島原藩藩主。

## 人物履历
父亲松仓重信为战国大名筒井順慶麾下的武将。1600年，松仓重政因在关原之战中有功，被德川家康封为畿内大和五条藩藩主，石高1万石，在任期间，松仓重政建造了二見城（今奈良县五条市），并免除了城下町居民的所有徭役。
由於參與大阪夏之陣有功，松仓重政于1616年被改封到了有馬晴信的舊領地肥前国日野江一帶，成為島原藩的藩主。石高增加到4万3千石。:38-391618年，因江户幕府发布一国一城令，松仓重政废弃了岛原藩原有的原城及日野江城，开始建造岛原城，并令人在千千石町海岸线上种植了松树作为防风林。同时，在修建江户城等工程中，松仓重政主动申请承担10万石的课税，为此，他对农民强取豪夺，征收高额的税收。
松仓重政在位期间禁止天主教传播，并对天主教徒实施迫害，在他出任岛原藩主期间，天主教徒遭到黥刑、断指刑，甚至被扔进云仙岳的温泉中虐杀。1630年，松仓重政去世，其子松仓胜家即位，实施更加残暴的统治，并成为了引發島原之亂的元兇之一。:35